# Список послов СССР и России в Ирландии
В статье представлен список послов СССР и России в Ирландии.
- 29 сентября 1973 г. — установлены дипломатические отношения между СССР и Ирландией на уровне посольств.

## Список послов
| Срок полномочий                   | Посол                         | Годы жизни | Вручение верительных грамот | Комментарии                                           |
| --------------------------------- | ----------------------------- | ---------- | --------------------------- | ----------------------------------------------------- |
| СССР                              |                               |            |                             |                                                       |
| 26 марта 1974 — 3 августа 1979    | Анатолий Степанович Каплин    | 1920—1979  | 14 июня 1974                |                                                       |
| 31 марта 1980 — 11 ноября 1986    | Алексей Ефремович Нестеренко  | 1915—1992  | 11 июня 1980                |                                                       |
| 11 ноября 1986 — 18 марта 1991    | Геннадий Васильевич Уранов    | 1934—2014  |                             |                                                       |
| 18 марта 1991 — 16 октября 1991   | Герман Георгиевич Гвенцадзе   | 1939—      |                             |                                                       |
| 16 октября 1991 — 25 декабря 1991 | Николай Иванович Козырев      | 1934—2021  |                             | Назначен указом президента СССР                       |
| Российская Федерация              |                               |            |                             |                                                       |
| 25 декабря 1991 — 6 апреля 1998   | Николай Иванович Козырев      | 1934—2021  |                             | 10 февраля 1992 переназначен указом президента России |
| 6 апреля 1998 — 29 декабря 2001   | Евгений Николаевич Михайлов   | 1947—      |                             |                                                       |
| 29 декабря 2001 — 20 октября 2006 | Владимир Олегович Рахманин    | 1958—      |                             |                                                       |
| 20 октября 2006 — 22 мая 2011     | Михаил Евгеньевич Тимошкин    | 1950—2011  |                             |                                                       |
| 22 мая 2011 — 20 февраля 2012     | Сергей Святославович Петрович | 1969—      | —                           | Временный поверенный                                  |
| 20 февраля 2012 — 26 июля 2017    | Максим Александрович Пешков   | 1950—      | 19 апреля 2012              |                                                       |
| 26 июля 2017 — настоящее время    | Юрий Анатольевич Филатов      | 1957—      | 14 ноября 2017              |                                                       |